# For the Fans
For the Fans é uma coleção limitada promocional de três álbuns ao vivo e conteúdo em VHS, lançado pelo grupo estadunidense Backstreet Boys, em uma parceria exclusiva com a rede de restaurantes Burger King em agosto de 2000. 

## Antecedentes e lançamento
A rede de restaurantes Burger King, anunciou em janeiro de 2000, uma parceria exclusiva com o Backstreet Boys, para lançar uma promoção exclusiva de cinco semanas, a ser realizado em estabelecimentos participantes nos Estados Unidos e Canadá, para a distribuição de 3 CDs e um VHS, sendo um deles a cada semana. O vice-presidente de marketing da empresa comentou sobre a atividade promocional dizendo: "Devido a seu amplo apelo e quantidade significativa de fãs, estamos empolgados em trazer a música do Backstreet Boys para nossos clientes".
Cada CD intitulado como For the Fans, recebeu três faixas diferentes gravadas ao vivo, durante concerto realizado em março de 2000, no Conseco Fieldhouse em Indianápolis, Estados Unidos, pela turnê Into the Millennium Tour. Sua lista de faixas nos três CDs, inclui a canção inédita "It's True", lançada mais tarde no quarto álbum de estúdio do grupo, Black & Blue (2000), a canção "That's What She Said" retirada de Backstreet's Back (1997) e uma versão a cappella de "All I Have To Give". Adicionalmente, For the Fans contém conteúdo multimídia com imagens e citações dos membros do Backstreet Boys, protetores de tela e papel de parede do grupo para a realização de download digital.
O conteúdo em VHS abrange cinco apresentações ao vivo pela Into the Millennium Tour, vídeos promocionais e imagens exclusivas de bastidores.

## Lista de faixas
| For the Fans – CD 1 |                                  |                                              |         |  |
| N.º                 | Título                           | Compositor(es)                               | Duração |  |
| 1.                  | "Larger than Life" (ao vivo)     | Max Martin Kristian Lundin Brian Littrell    | 3:38    |  |
| 2.                  | "Back to Your Heart" (ao vivo)   | Gary Baker Jason Blume Kevin Richardson      | 6:58    |  |
| 3.                  | "All I Have to Give" (ao vivo)   | Full Force                                   | 4:32    |  |
| 4.                  | "It's True"                      | Max Martin Andreas Carlsson Kevin Richardson | 4:10    |  |
| 5.                  | "That's What She Said"           | Brian Littrell                               | 4:03    |  |
| 6.                  | "All I Have to Give" (a capella) | Full Force                                   | 3:47    |  |

| For the Fans – CD 2 |                                                              |                                              |         |  |
| N.º                 | Título                                                       | Compositor(es)                               | Duração |  |
| 1.                  | "The One" (ao vivo)                                          | Max Martin Brian Littrell                    | 5:35    |  |
| 2.                  | "Show Me the Meaning of Being Lonely" (ao vivo)              | Max Martin Herbie Crichlow                   | 4:44    |  |
| 3.                  | "Quit Playing Games (with My Heart)" (ao vivo)               | Max Martin Herbie Crichlow                   | 5:58    |  |
| 4.                  | "It's True"                                                  | Max Martin Andreas Carlsson Kevin Richardson | 4:11    |  |
| 5.                  | "That's What She Said" (ao vivo)                             | Brian Littrell                               | 4:01    |  |
| 6.                  | "All I Have to Give" (a capella)                             | Full Force                                   | 3:46    |  |
| 7.                  | "My Religion" (performado por Krystal Harris - faixa oculta) | Krystal Harris Patrick Leonard               | 4:33    |  |
| Duração total:      | Duração total:                                               | Duração total:                               | 32:51   |  |

| For the Fans – CD 3 |                                                              |                                              |         |  |
| N.º                 | Título                                                       | Compositor(es)                               | Duração |  |
| 1.                  | "I Want It That Way" (ao vivo)                               | Max Martin Andreas Carlsson                  | 4:15    |  |
| 2.                  | "Don't Wanna Lose You Now" (ao vivo)                         | Max Martin                                   | 3:55    |  |
| 3.                  | "Don't Want You Back" (ao vivo)                              | Max Martin                                   | 3:57    |  |
| 4.                  | "It's True"                                                  | Max Martin Andreas Carlsson Kevin Richardson | 4:12    |  |
| 5.                  | "That's What She Said"                                       | Brian Littrell                               | 4:01    |  |
| 6.                  | "All I Have to Give" (a capella)                             | Full Force                                   | 3:47    |  |
| 7.                  | "My Religion" (performado por Krystal Harris - faixa oculta) | Krystal Harris Patrick Leonard               | 4:34    |  |
| Duração total:      | Duração total:                                               | Duração total:                               | 28:44   |  |

| For the Fans – VHS |                       |         |  |
| N.º                | Título                | Duração |  |
| 1.                 | "Larger than Life"    | 4:05    |  |
| 2.                 | "Don't Want You Back" | 4:35    |  |
| 3.                 | "Back to Your Heart"  | 4:15    |  |
| 4.                 | "All I Have to Give"  | 4:21    |  |
| 5.                 | "I Want It That Way"  | 3:35    |  |